# Termitoonops
Termitoonops is een geslacht van spinnen uit de  familie van de Oonopidae (dwergcelspinnen).

## Soorten
- Termitoonops apicarquieri Benoit, 1975
- Termitoonops bouilloni Benoit, 1964
- Termitoonops faini Benoit, 1964
- Termitoonops furculitermitis Benoit, 1975
- Termitoonops spinosissimus Benoit, 1964